# Ultraviolet Imaging Telescope

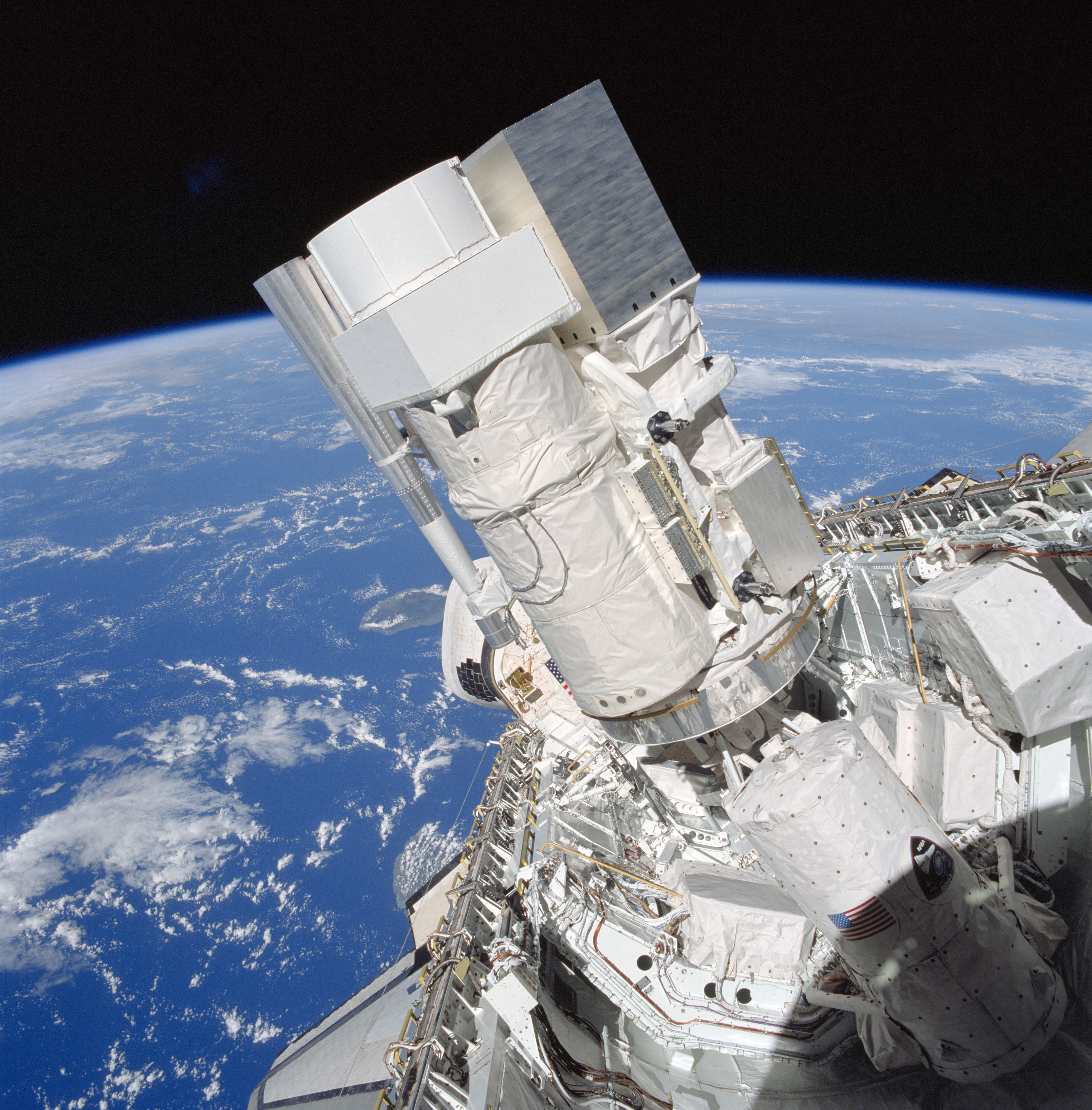
Das UIT an Bord der Columbia während der Mission STS-35

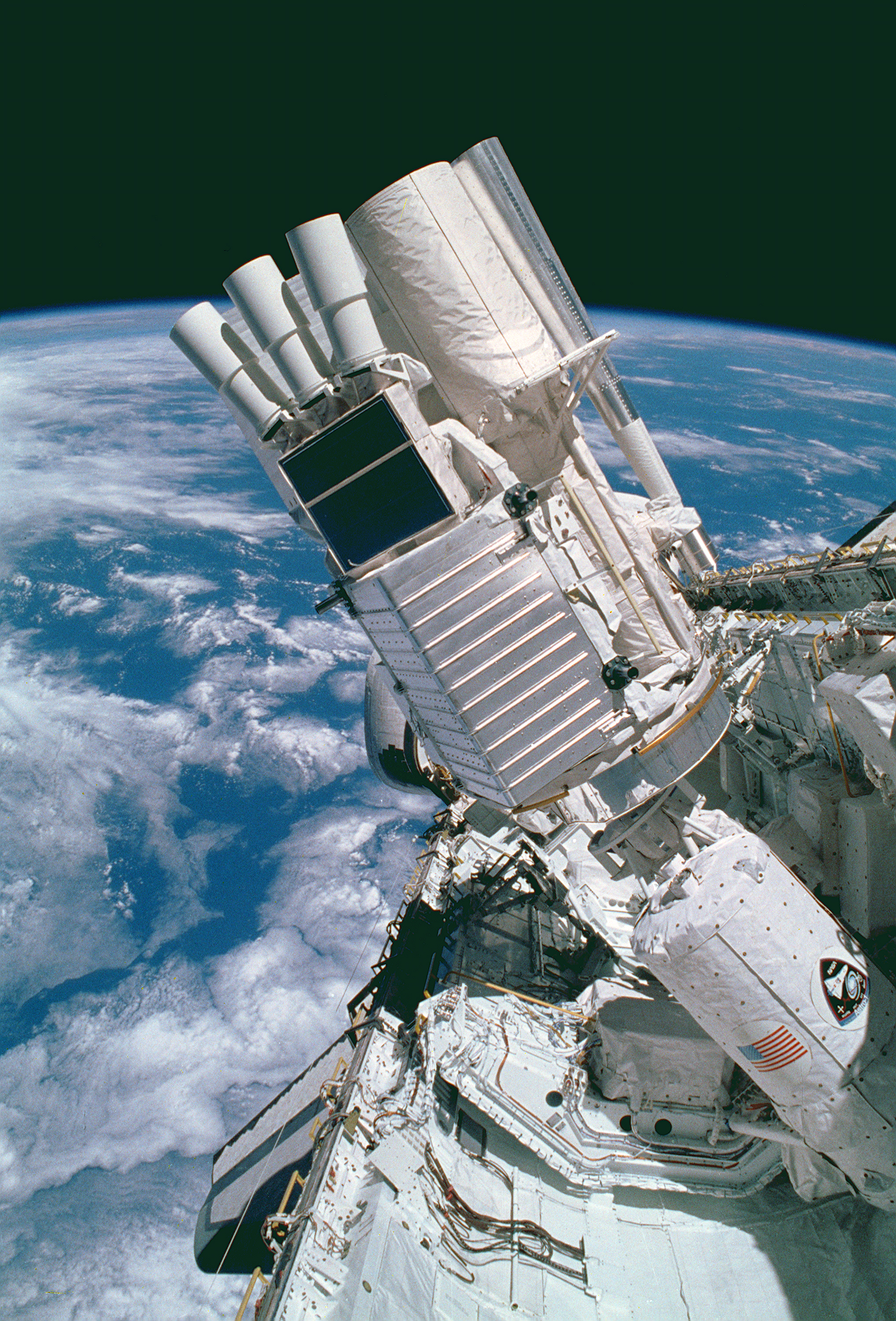
Das Hopkins-Ultraviolett-Teleskop (HUT), das Ultraviolett-Imaging-Teleskop (UIT) und das Wisconsin-Ultraviolett-Photo-Polarimetry-Experiment (WUPPE) im Frachtraum während der Mission STS-35

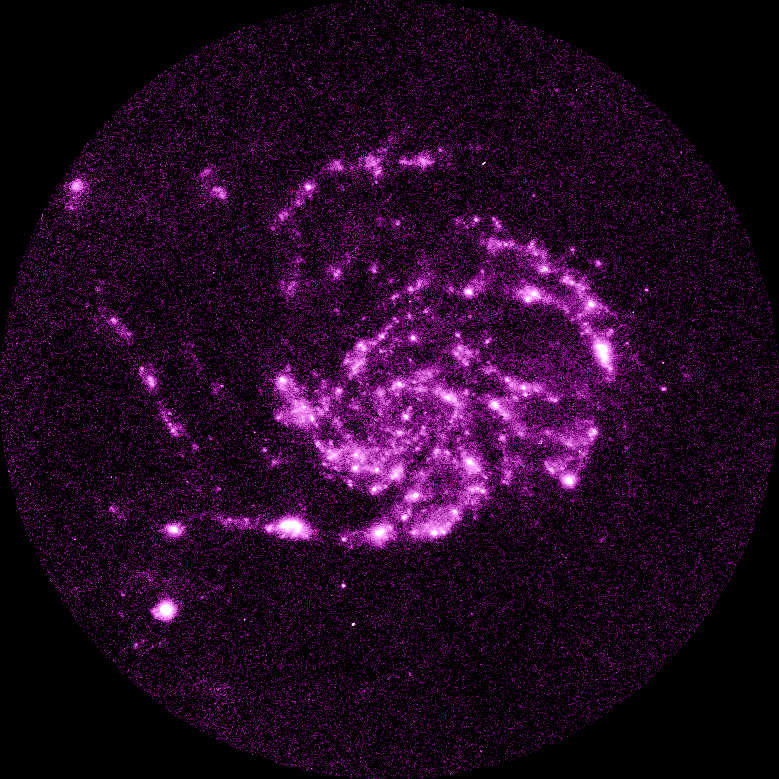
Aufnahme der Galaxie Messier 101 mit UIT. Gebiete mit jungen heißen Sternen erscheinen in dieser Ultraviolettaufnahme hell.

Das Ultraviolet Imaging Telescope UIT war ein Weltraumteleskop für den ultravioletten Spektralbereich mit 38 cm Spiegeldurchmesser. Zusammen mit den Teleskopen HUT und WUPPE kam es bei den Shuttle-Missionen STS-35 (Astro-1, 2.–11. Dezember 1990) und STS-67 (Astro-2, 2.–18. März 1995) auf einer gemeinsamen Montierung in der Ladebucht des Shuttle zum Einsatz.
UIT war eine Kamera für ultraviolettes Licht und wurde vom Goddard Space Flight Center der NASA entwickelt. Im Bereich 120 bis 330 nm Wellenlänge waren insgesamt 12 verschiedene Filter wählbar. Zusätzlich war ein Beugungsgitter für niedrig aufgelöste Spektroskopie über das gesamte Gesichtsfeld vorhanden. Das UV-Licht wurde mit Bildverstärkern verstärkt. Die Aufnahmen wurden auf photographischen 70 mm-Film aufgezeichnet und später am Boden digitalisiert und weiterverarbeitet.
Das Gesichtsfeld von UIT war 40 Bogenminuten mit einer räumlichen Auflösung von 3 Bogensekunden. Bei der Astro-1-Mission wurden 821 Aufnahmen von 66 Objekten gewonnen, bei Astro-2 758 Aufnahmen von 193 Objekten.